# El Talladell

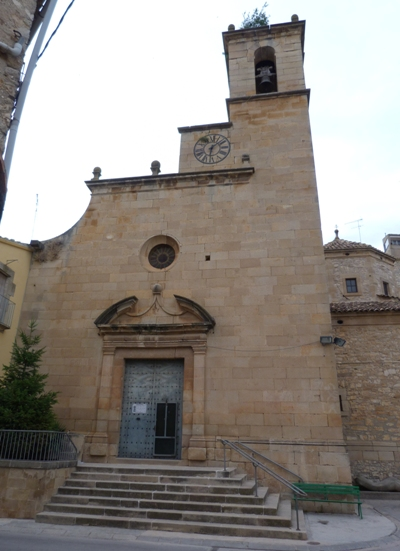
Església Parroquial de Sant Pere del Talladell (s. XVII).

El Talladell és una entitat municipal descentralitzada pertanyent a Tàrrega, capital de l'Urgell, aprovada per decret del 20 d'octubre de 2009, encara que no es constituí fins al 18 de juny de 2010.
El 2022 tenia 245 habitants; sent la segona entitat de població targarina, per darrere de Tàrrega, amb més habitants.
La seva festa major se celebra el primer cap de setmana de setembre.

## Prehistòria i primers pobladors
L'indret compta amb un grup de jaciments paleontològics de gran interès, especialment per la riquesa dels seus materials fossilífer vegetal i animal. Els dipòsits fòssils del Talladell foren descoberts a la darreria del segle xix, i a principis de la centúria següent hom començà a nomenar-los entre els especialistes. Els treballs realitzats durant el darrer quart del segle passat varen destacar la importància dels materials d'origen animal que es remunten a una cronologia del ple Oligocè. Les restes més espectaculars formen part de les col·leccions paleontològiques més prestigioses del món.
Entre els segle iii aC i i aC tenim testimoniada la presència de pobladors ibèrics sobre la petita elevació de la Madruganya, segons han posat de manifest els resultat de les excavacions arqueològiques realitzades darrerament (2010) al jaciment ibèric de La Rosella.
Els vestigis romans, irregularment escampats pels voltants del terme, ens parlen d'una continuïtat d'ocupació intensificada per la presència del riu Ondara, que fertilitza les terres al seu pas.

## Època Medieval
En tenim notícies documentals del Talladell que es remunten a la segona meitat del segle xi. La primera menció segura del terme i del castell és de l'any 1063 quan els germans Gombau i Berenguer donaren per aixovar als esposos Gombau de Talavera i Belisenda un hort in terminum de castrum Taladel. El febrer de 1067, com ha constatat la bibliografia especialitzada, el comte Ramon Berenguer I donava el castell del Talladell a Ramon Guifré de Vilamur. El receptor es comprometé a bastir "ipsam turrem del Talladell" de pedra i calç, així com a dur a terme altres estructures on el constructor havia de tenir residència i estar a punt per servir tothora, en pau i en guerra, als comtes de Barcelona. No tardà a aixecar-se aquesta torre a la qual aviat s'afegí un temple cristià, de factura romànica i de petites dimensions. D'aquesta primitiva església tenim diferents mencions documentals des de 1080, quan la parròquia del Talladell és citada entre les sufragànies del bisbat de Vic. Tot i que avui en dia no en queda cap vestigi, la tradició oral ubica aquesta església a la banda nord i alta del poble, a tocar de l'antiga muralla.
Al llarg del segle xii la possessió d'aquest temple fou fortament discutida entre el bisbat de Vic i Santa Maria de Solsona, entitat que, el 1145, havia rebut del mateix bisbat osonenc una confirmació dels béns i propietats entre els quals trobem l'església del Talladell. Diferents restes humanes aparegudes durant la remodelació del carrer de la Costa Nova, així com fragments d'esteles discoidals incorporades a les estructures de cases properes demostrarien l'existència d'un primer cementiri adjacent a la parròquia primitiva. Les Rationes Decimarum del bisbat de Vic mencionen, entre 1279-80, a la parròquia del Talladell com un dels temples que donaven la dècima al Papat. Encara al segle xiv continuava exercint funcions parroquials, com ho testimonien les actes de les visites pastorals del bisbe de Vic realitzades entre 1330 i 1339.
A la fi del segle xii, a instància de diversos magnats locals, entre els quals cal destacar a Pere de Talladell, personatge proper al rei Alfons I, es crea el monestir femení de Santa Maria del Pedregal. Durant el segle xii i l'inici del xiii aquesta institució rebé diverses donacions procedents tant de la monarquia catalana (Alfons I, Pere el Catòlic) com de la més alta aristocràcia del país, com ara els vescomtes de Cardona. El seu abaciologi inclou noms procedents d'importants famílies, com ara els Anglesola, Peramola, Montserrat, Orís o Jorba. El monestir era ubicat a la vora del riu Ondara, molt a prop de l'actual Masia del Pedregal, on encara es conserven algunes restes pètries amb evidències heràldiques procedents, amb tota seguretat, del monestir cistercenc. Al segle xiv aquesta institució caigué en un moment recessiu que no abandonaria ja fins a la seva desaparició, malgrat la incorporació de les monges i rendes de Vallsanta que tingué lloc a l'Edat Mitjana tardana.

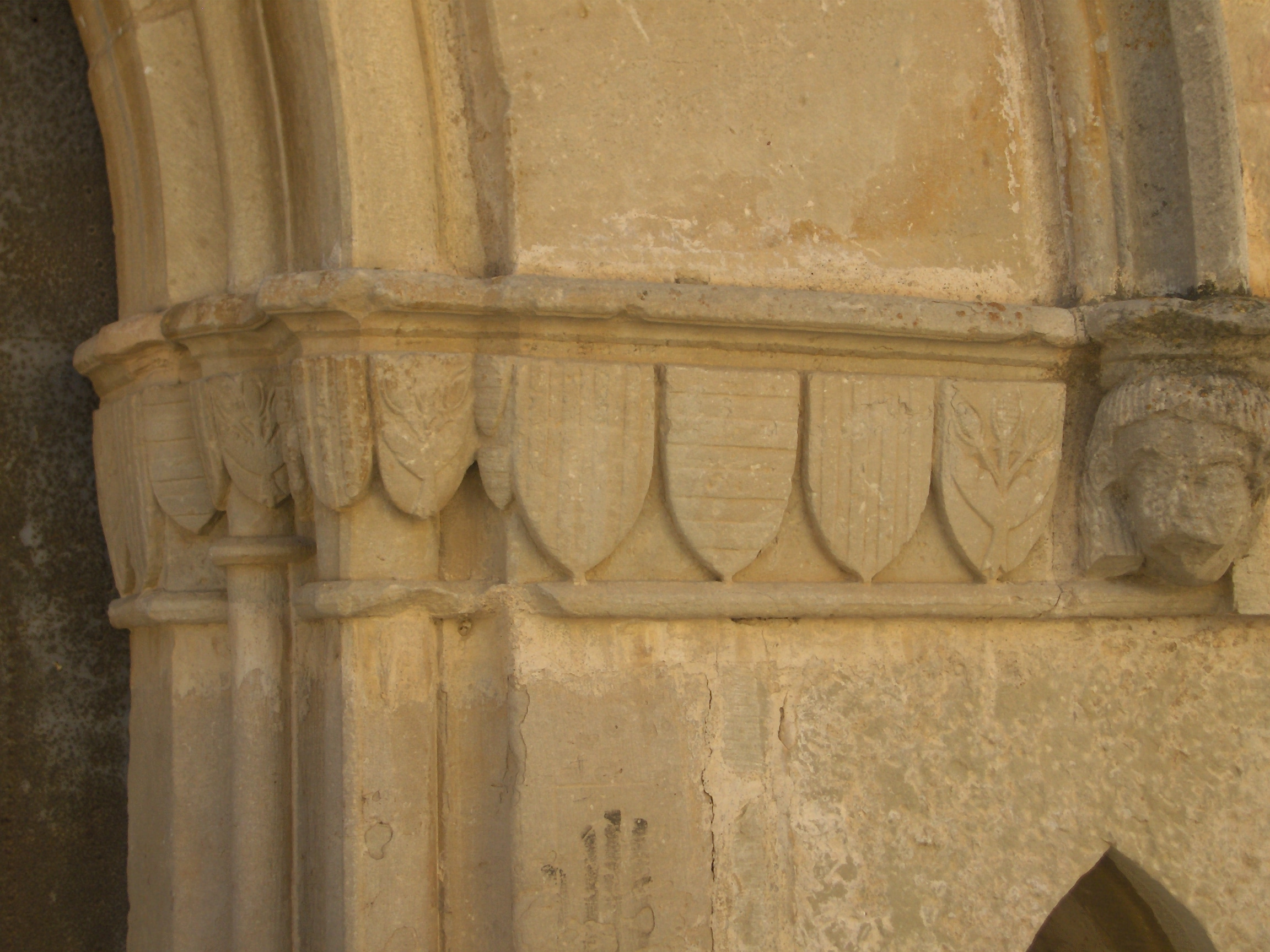
Heràldica reial d'Aragó, dels Cardona i dels Anglesola a la portalada del Pedregal (El Talladell)

## Època Moderna i Contemporània
Al segle xvii l'edifici de l'església medieval fou considerat insuficient per acollir la totalitat dels fidels de la vila, de manera que l'any 1681 els paers de la vila encarregaven la construcció d'un nou temple, que canvià el seu emplaçament cap a la part inferior de la vila, al peu del camí reial que, procedent de Cervera, feia cap a Tàrrega, a la seva ubicació actual. Aquesta nova ubicació provocà la creació d'un cementiri nou, situat davant del temple, a l'altra banda del camí reial, que desaparegué a final del segle xix, quan es creà el nou cementiri extramurs, entre el Talladell i La Móra. Mencions extretes del cadastre realitzat a inicis del segle xviii ens indiquen que l'església antiga encara era visible en aquest moment, tot i que ja estava en desús. El temple actual, de factura barroca i neoclàssica, fou bastit sota l'impuls de Mn. Josep Sorribes. L'edifici, de tres naus, havia albergat un solemne retaule barroc, construït en 1693 i restaurat el 1918, que fou cremat durant la guerra civil. Durant la seva existència la parròquia creà un interessant arxiu que avui es troba repartit entre l'Arxiu Episcopal de Solsona, que n'alberga la major part, i la mateixa parròquia, que en conserva un petit fons documental.
Sant Jaume de la Móra és una església sufragània de la parròquia de Sant Pere del Talladell, del Bisbat de Solsona.
Pel que fa a la vila, conserva alguns indicis arquitectònics que mostren una vida activa durant el segle xvi (element heràldic amb data a un dintell d'una casa del carrer Major, i encara durant el segle posterior (portal datat al carrer Sant Pere). Amb tot és evident que tingué un fort creixement durant el segle xviii, segurament degut a un revifament de l'activitat comercial (si en ta casa hi ha bonansa, no hi haurà si fas fermansa, ens recorda la portalada de Cal Segura, al carrer de Sant Pere). Aquest és el moment en què la major part de les cases incrementen les seves dimensions i alçada, com ara Cal Codina, que s'amplia cap al Camí Reial, Cal Prenyanosa, que fixa la seva estructura més coneguda, o Cal Segura que, més amunt, es rehabilita també de manera important. Els llibres de compliment pasqual que hom ha conservat ens parlen de la presència de diversos artesans (sastres, mestres d'obra, sabaters, carnissers o ferrers) que ens ratifiquen aquest dinamisme. A la fi del segle i encara a inicis de la centúria següent es crea la major part de les cases del carrer del Calvari, concebudes com a habitatges de lloguer pels jornalers de les diferents cases pairals, i molt especialment, de Cal Prenyanosa.
Al segle xix alguns vilatans prengueren part en alguna de les guerres carlines i l'equilibri de poders s'anà fracturant. Consta que al segle xix existia ja una escola de minyons. Doña Maria Lucia Barbosa apareix com a mestra el 1896, segons publica la Gaceta de Institución Pública, a la seva edició de maig d'aquell any. Durant els anys 20 del segle següent assistim a un petit dinamisme de la vida cultural de la vila (creació de la Sociedad Coral La Aurora), estimulada per Dolors Codina i Arnau, alcaldessa del Talladell (primera dona a ostentar aquest càrrec a Catalunya) que converteix al Talladell en un modest racó de la vida social catalana en aparèixer repetidament a La Vanguardia resums dels actes socials que hi tenen lloc. El 1929 recala al poble Talladell Salvador Martínez Surroca, jugador del Futbol Club Barcelona que guanya una plaça com a mestre d'escola. La seva presència serà molt recordada pels seus alumnes. L'arribada de la Guerra Civil fa palesa la tensió social preexistent i hi tenen lloc diverses execucions per part d'un i altre bàndol i es perdé el retaule barroc que es conservava a la parròquia de Sant Pere. Durant els anys posteriors el nucli anà perdent població, víctima de la forta migració cap a les ciutats com ara Lleida i especialment Barcelona i la seva àrea d'influència. El 1969 la vila perdé la seva municipalitat i fou agregat al veí municipi de Tàrrega. A inici del segle xxi es donen els primers moviments veïnals a la recerca de la recuperació del caràcter institucional de la vila, moviment que culminà el 2009 amb la creació de l'EMD del Talladell.

## El Talladell dependència de la comanda templera i hospitalera de Granyena
Segons Joaquim Miret i Sans, l'any 1269, Saura de Ponts, va vendre a l'orde del Temple els castells del Talladell i Montbrió de la Marca. Aquest fou adscrit a la comanda de Barberà, mentre que el primer passà a dependre de la comanda de Granyena. Un cop suprimit el Temple, l'any 1317, ambdós llocs passaren a l'orde de l'orde de Sant Joan de Jerusalem i així romangueren fins a la desamortització de Pasqual Madoz de 1855.
Durant els anys en què el Talladell fou dependència de la comanda de Granyena, l'orde hi exercí la jurisdicció civil «mer i mixt imperi». Les visites priorals dels segles xvii i xviii, es refereix contínuament al mal estat que aleshores presentava el castell. Per exemple, l'any 1637, la visita prioral s'expressa així: «E dits senyors vesitadors continuant dita vesita han vesitat lo castell de dit lloch del Talladell lo qual ses trobat tot dirruit y inabitable, descubert, les parets quasi totes a terra; lo qual castell està situat sobre dit lloch y junt la yglésia». «Item han vesitat lo dit lloch del Talladell lo qual està sens muralla ni portal y passa per mitx de dit lloch lo camí públich per lo qual se va de Barcelona a Madrid. En lo qual lloch no y ha yglésia de dita religió sinó que està en càrrech del bisbe de Celsona, y en dit lloch y haurà algunes vint y quatre o vint y sinch cases habitables poch més o manco (...)». Del castell del Talladell, actualment no en queda res.

## Edificis singulars
- Ermita del Pedregal (segle xii)

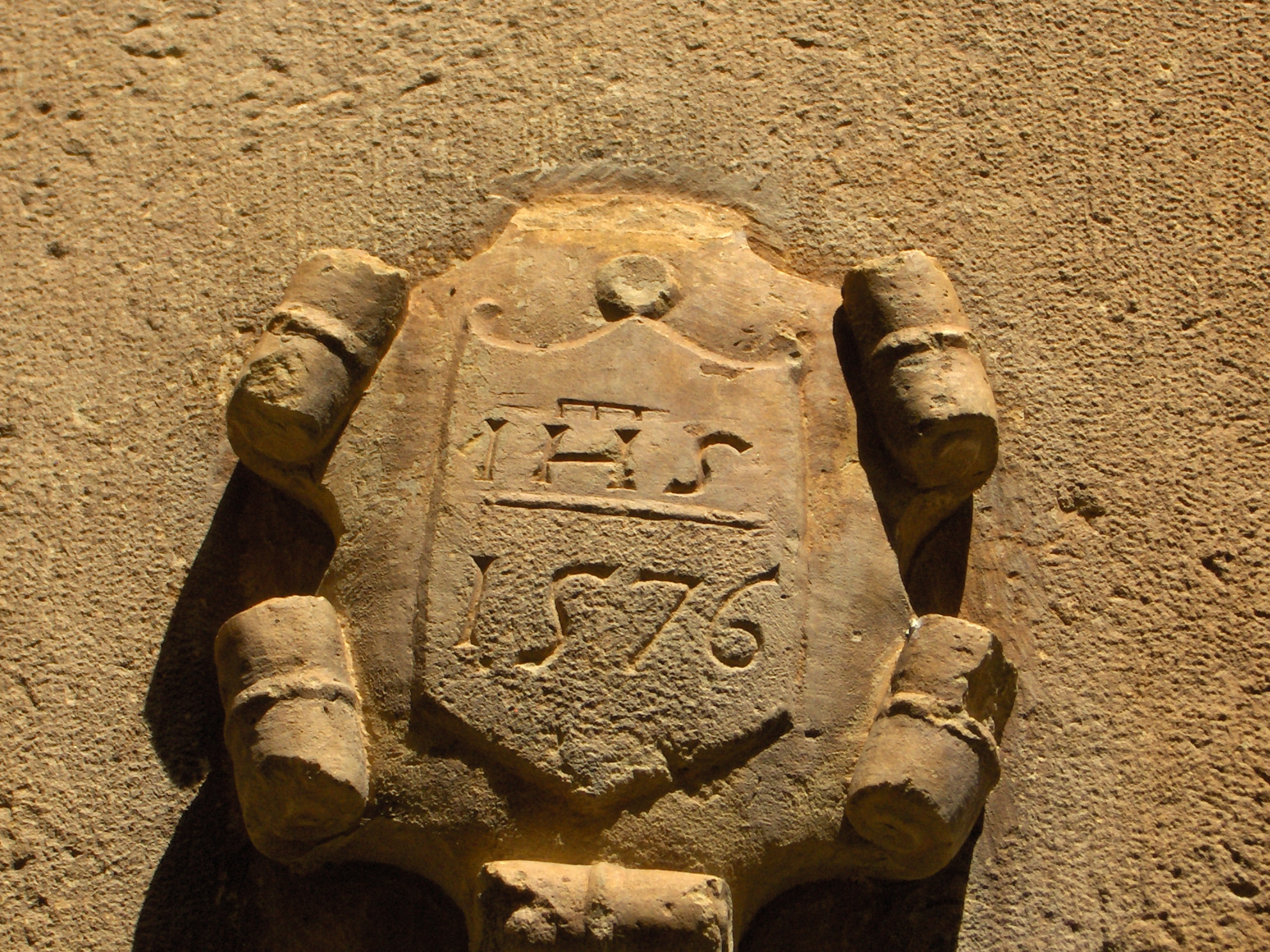
Escut amb data del (Carrer Major, El Talladell)

- Parròquia de Sant Pere (segle xvii)
- Cal Gasol (antiga Cal Prenyanosa) (segles xvi-xviii)
- Espai Molí (segle xviii)
- Cal Marçal (segles xviii-xix), antic ferrer de la vila, avui espai museizat
- Pou de Gel del Local Social (segle xviii)

## Personatges destacats
- Dolors Codina i Arnau (1878 - 1944), Primera alcaldessa de Catalunya (1924)
- Salvador Martínez Surroca, Jugador del FC Barcelona (1920-1926) i mestre de minyons de la vila.